# Monotheist
| Оценки критиков     | Оценки критиков |
| Источник            | Оценка          |
| ------------------- | --------------- |
| AllMusic            | [ 5 ]           |
| Metal.de            | 9/10            |
| Blabbermouth        | 8/10            |
| Chronicles of Chaos | 8/10            |
| Metal Crypt         | [ 8 ]           |
| Metal Storm         | 90%             |
| Ox-Fanzine          | 10/10           |
| Sonic Seducer       | 7/10            |

Monotheist (с англ. — «Монотеист») — пятый и последний студийный альбом швейцарской метал-группы Celtic Frost, записанный в период с 2002 по 2005 год. Выпущен 29 мая 2006 года на лейбле Century Media Records. Продюсером альбома был Петер Тэгтгрен.

## Об альбоме
Monotheist первый после распада группы в 1992 и до воссоединения в 2001 году альбом, и первый за 16 лет альбом Celtic Frost. Записывался в течение 3-х лет, с 2002 по 2005 год. В записи принимали участие двое участников из классического состава CF, а именно Том Уорриор и Мартин Эрик Эйн. А также в записи альбома принимали участие гитарист Эрол Унала и барабанщик Франко Сеса. Среди приглашённых музыкантов были Лиза Миддельхауфе из симфо-метал группы Xandria (вокал в песне Drown In Ashes), Равн из норвежской блэк-метал группы 1349 (бэк-вокал в песне Temple Of Depression), Simone Vollenweider (бэк-вокал в песнях Obscured, Temple Of Depression и вокал в Incantation Against You), Сатир из Satyricon (вокал в Synagoga Satanae), Петер Тэгтгрен из Hypocrisy (бэк-вокал в Synagoga Satanae).

## Музыка и тексты
Звук альбома мало похож на предыдущие альбомы группы и отличается гораздо более низким гитарным строем. Диск характерен мрачной, депрессивной атмосферой. Жанр пластинки включает в себя множество поджанров экстремального метала и его можно охарактеризовать как смесь из дум-метала, готик-метала, дарк-метала, дэт-метала, блэк-метала и авангардного метала. Тексты некоторых песен были написаны под влиянием трудов английского оккультиста Алистера Кроули.

## Список композиций
| №   | Название                                                                  | Текст песни         | Музыка                    | Длительность |
| --- | ------------------------------------------------------------------------- | ------------------- | ------------------------- | ------------ |
| 1.  | «Progeny»                                                                 | Fischer             | Ain, Fischer, Sesa        | 5:01         |
| 2.  | «Ground»                                                                  | Fischer             | Fischer, Unala            | 3:55         |
| 3.  | «A Dying God Coming into Human Flesh»                                     | Ain                 | Ain, Fischer, Unala       | 5:39         |
| 4.  | «Drown In Ashes»                                                          | Fischer             | Fischer                   | 4:23         |
| 5.  | «Os Abysmi Vel Daath»                                                     | Ain, Fischer        | Ain, Fischer, Sesa, Unala | 6:41         |
| 6.  | «Temple of Depression» (бонусная песня ограниченного digipack-издания)    | Fischer             | Ain, Fischer, Unala       | 4:59         |
| 7.  | «Obscured»                                                                | Ain, Fischer, Unala | Ain, Fischer, Unala       | 7:04         |
| 8.  | «Incantation Against You» (бонусная песня японского и винилового издания) | Ain                 | Ain, Vollenweider         | 5:06         |
| 9.  | «Domain of Decay»                                                         | Fischer             | Ain, Fischer, Unala       | 4:38         |
| 10. | «Ain Elohim»                                                              | Ain                 | Ain, Fischer, Sesa, Unala | 7:33         |
| 11. | «Triptych: I. Totengott»                                                  | Ain                 | Fischer                   | 4:27         |
| 12. | «Triptych: II. Synagoga Satanae»                                          | Ain                 | Ain, Fischer, Sesa        | 14:24        |
| 13. | «Triptych: III. Winter (Requiem, Chapter Three: Finale)»                  | (instrumental)      | Fischer                   | 4:32         |

## Участники записи
- Томас Габриэль Фишер — гитара, вокал
- Мартин Эрик Айн — бас-гитара
- Эрол Унала — гитара
- Франко Сеза — ударные

### Приглашенные музыканты
- Лиза Миддельхауфе (Xandria)
- Равн (1349)
- Simone Vollenweider
- Сатир (Satyricon)
- Петер Тэгтгрен (Hypocrisy)

## Чарты
| Чарт (2006 г.)                  | Позиция в чарте |
| ------------------------------- | --------------- |
| Франция (SNEP)                  | 194             |
| Германия (Offizielle Top 100)   | 67              |
| Швейцария (Schweizer Hitparade) | 41              |